# Diana Barnato Walker
Diana Barnato Walker (née le 15 janvier 1918 et morte le 28 avril 2008) est une aviatrice anglaise, première femme britannique à franchir le mur du son.

## Carrière
Elle est la fille du coureur automobile Woolf Barnato, l'un des plus célèbres Bentley Boys, une équipe de pilotes automobiles  amateurs — et très fortunés — qui s'illustrèrent en remportant, entre autres, les 24 Heures du Mans.
Durant la Seconde Guerre mondiale, elle fut d'abord infirmière volontaire au sein de la Croix-Rouge avant d'intégrer le service ATA (Air Transport Auxiliary) de la Royal Air Force, qui utilisait des aviateurs trop âgés pour des missions de combat et des aviatrices (comme la célèbre Amy Johnson) pour toutes les tâches ancillaires de convoyage des avions de combat depuis les usines de production et les ateliers de réparation vers les aérodromes de première ligne. À ce titre, elle eut l'occasion de piloter des avions de chasse à haute performance (Hurricane, Spitfire, North American Mustang, Hawker Tempest, etc.).
Après guerre elle sera la première britannique à passer le mur du son aux commandes d'un avion à réaction Lightning en établissant un nouveau record féminin.

## Vie personnelle
Deux de ses fiancés, aviateurs dans la RAF se tuèrent au cours d'accidents aériens (hors combat) et elle jura de ne jamais se marier. Elle entretint pendant trente ans une relation continue avec un autre ex-pilote et champion automobile, Whitney Straight (par ailleurs marié) dont elle eut un fils Barney Barnato Walker, né en 1947.
Opérée à plusieurs reprises pour un cancer diagnostiqué en 1963, elle survécut et atteignit l'âge de 90 ans.